# La agonía del Narciso
La agonía del Narciso fue el segundo álbum de la banda viguesa Semen Up.
El disco fue publicado por la discográfica Nuevos Medios en 1985 y llegó junto a una renovación profunda de los integrantes del grupo respecto al primer disco ya que entraron Javier Alfageme al bajo, Pedro González a la guitarra y  Gonzalo Gil al teclado que junto a Alberto Comesaña, líder de la banda, dan continuidad al estilo marcado en el primer disco, Lo estás haciendo muy bien, que se denominó en su momento como porno pop por el contenido erótico de sus canciones.

## Lista de canciones
| N.º | Canción                     |
| --- | --------------------------- |
| 1.  | "Introducción"              |
| 2.  | "Amor de invernadero"       |
| 3.  | "No te burles"              |
| 4.  | "Tú y yo (en el sofá)"      |
| 5.  | "Tú y yo (en la cama)"      |
| 6.  | "Amor de invernadero (mix)" |